# Quatrième circonscription de Hokkaidō
La quatrième circonscription de Hokkaidō (北海道第4区, Hokkaidō dai-yon-ku) est l'une des douze circonscriptions législatives que compte la préfecture de Hokkaidō au Japon.

## Description géographique
Entre 1994 et 2017, la quatrième circonscription de Hokkaidō comprend la sous-préfecture de Shiribeshi, dont la ville d'Otaru, et une portion de la ville de Sapporo correspondant à l'arrondissement de Teine. Elle se voit adjoindre une partie de l'arrondissement voisin de Nishi en 2017 puis la ville d'Ishikari en 2022,,.

## Députés
| Législature | Début de mandat | Fin de mandat | Député élu             | Parti politique | Parti politique |
| ----------- | --------------- | ------------- | ---------------------- | --------------- | --------------- |
| 41e         | 1996            | 2000          | Shizuo Satō (ja)       |                 | PLD             |
| 42e         | 2000            | 2003          | Shizuo Satō (ja)       |                 | PLD             |
| 43e         | 2003            | 2005          | Yoshio Hachiro         |                 | PDJ             |
| 44e         | 2005            | 2009          | Yoshio Hachiro         |                 | PDJ             |
| 45e         | 2009            | 2012          | Yoshio Hachiro         |                 | PDJ             |
| 46e         | 2012            | 2014          | Hiroyuki Nakamura (ja) |                 | PLD             |
| 47e         | 2014            | 2017          | Hiroyuki Nakamura (ja) |                 | PLD             |
| 48e         | 2017            | 2021          | Hiroyuki Nakamura (ja) |                 | PLD             |
| 49e         | 2021            | 2024          | Hiroyuki Nakamura (ja) |                 | PLD             |
| 50e         | 2024            | -             | Kureha Ōtsuki (ja)     |                 | PDC             |